# Zeenat Begum
Zeenat Begum (Malerkotla, 11 november 1931 - Lahore, 11 december 2007) was een Indiase en Pakistaanse klassieke zangeres. Ze was een playback-zangeres die voor films zong.
Begum was een kothewali (courtisane) en bekende zangeres uit Lahore. Haar eerste platen, gecomponeerd door Pandit Amar Nath, verschenen in 1937. Haar eerste succes als playbackzangeres kwam in 1942, toen ze zong voor de Punjabi-film Mangti. In datzelfde jaar zong ze voor het eerst voor een Hindi-film, Nishani. Andere films waarvoor ze actef was waren onder meer Pancchi (1944), Shalimar (1946), Shehar se Door (1946) en Daasi (1944). Na de deling van India in India en Pakistan en de komst van nieuwe playbackzangeressen in Pakistan beleefde haar loopbaan een terugval. Tot laat in de jaren vijftig werkte ze voor Radio Lahore.